# Ибн ан-Нафис
Ала́удди́н Абу́ль-Ха́сан Али́ ибн Абу Хазм аль-Кураши́ ад-Димашки́ известный как Ибн ан-Нафи́с (араб. ابن النفيس‎) —  врач и учёный Мамлюкского султаната Египта из Сирии.

## Биография
Несмотря на то, что биограф арабских врачей Ибн Абу Усайбиа был его современником, он не упомянул Ибн аль-Нафиса в своей истории врачей. В результате записано о нём немного — дата смерти и разрозненные рассказы. Аль-Умари и ас-Сафади дают подробные, хотя и анекдотические рассказы о нём и его личных привычках.
Родился в Дамаске или недалеко от Дамаска (предположительно в деревне аль-Курашия). Изучал медицину в госпитале Нури в Дамаске под руководством Мухаззб-ад-дина Абд-ар-Рахима. Позже, как один из лучших студентов, он получил стипендию в госпитале Nasiri в Каире, а в дальнейшем возглавил госпиталь и стал лейб-медиком султана Бейбарса I.
Особая заслуга учёного состоит в том, что он первым описал малый круг кровообращения, более известный как лёгочное кровообращение. Его открытие находилось в полной противоположности к гуморальной патологии (нем. Humoralpathologie) Галена и Ибн Сины. Ибн-ан Нафис пришёл к результатам не эмпирическим путём, а теоретическими размышлениями. Это стало причиной тому, почему его теория осталась незамеченной средневековыми арабскими медиками. Также он обнаружил, что сердце снабжают кровью коронарные сосуды.
Он комментировал рукописи Гиппократа, «Канон врачебной науки» Ибн Сины и Хунайна ибн Исхака, написал книги о диетах и заболеваниях глаз, а также роман, который появился на западе в переводе под заголовком Theologus Autodidactus.